# Tekstilindustri
|  | Maskinoversættelse og/eller tvivlsomt indhold Denne sides indhold bærer præg af at være en maskinoversættelse og/eller meget dårligt og uklart formuleret. Det vurderes at sproget er så dårligt og eventuelt forkert eller til at misforstå, at det bør omskrives eller oversættes på ny. Du kan hjælpe med at oversætte til korrekt dansk i denne og lignende artikler. Hvis dette ikke sker inden for kort tid, kan en sletning komme på tale. Se evt. denne sides diskussionsside eller i artikelhistorikken. |

 Denne artikel bør gennemlæses af en person med fagkendskab for at sikre den faglige korrekthed.

Tekstilindustrien beskæftiger sig primært med design, produktion og distribuering af tekstiler som garn, stof og beklædning. Råmaterialet kan være naturligt eller menneskeskabt/syntetisk med produkter fra den kemiske industri.

## Industriel proces

### Bomuldsfremstilling
Bomuld er den vigtigste kilde til naturligt fibermateriale i verden. I 2007 var det globale udbytte 25 millioner tons, der blev høstet fra 35 millioner dyrkede hektarer fordelt på mere end 50 lande. 
Der er fem stadier af bomuldsfremstilling: 
- Dyrkning og høst
- Forberedende processer
- Spinding — giver garn
- Vævning — giver vævede stoffer
- Efterbehandling — giver tekstiler

I tekstilindustrien tekstil-ingeniørarbejde en gren af ingeniørvidenskaben, der omhandler alle aspekter af tekstilfremstillingen og -industrien med design, produktion og distribuering af tekstilproduktion. Til produktionen kan nævnes flere processer: dyrkning, høst, spinding, vævning og efterbehandling af råmaterialer, herunder både naturlige og syntetiske fibre. 

### Syntetiske fibre
Kunstige fibre kan fremstilles ved at ekstrudere en polymer gennem en spindedyse (polymerer) til et medium, hvor den hærder. Vådspinding (rayon) bruger et koaguleringsmedium. Ved tørspinding (acetat og triacetat) er polymeren indkapslet i et opløsningsmiddel, der fordamper i det opvarmede udgangskammer. Ved smeltespinding (nylon og polyester) afkøles den ekstruderede polymer i gas eller luft, hvorefter den stivner.  Syntetiske fibre kan eksempelvis være polyester, rayon, akrylfibre og mikrofibre. Alle disse fibre vil have en stor længde og ofte være kilometer lange. Syntetiske fibre er i deres rene uspolerede form mere holdbare end de fleste naturlige fibre og vil let kunne optage forskellige farvestoffer. Kunstige fibre kan forarbejdes som lange fibre eller inddelt i partier og skåret, så de kan behandles som naturfibre.

### Naturlige fibre
Får, geder, kaniner, silkeorme og andre dyr, og endvidere mineraler som asbest er kilder til naturlige fibre (bomuld, hør, sisal). Disse vegetabilske fibre kan stamme fra frøet (bomuld), stilken (bastfibre: hør, hamp, jute) eller bladet (sisal). Alle førnævnte kilder til fibre kræver flere trin, der hver især har et særskilt navn, før en ren og jævn stabelfiber opnås. Alle disse fibre er med undtagelse af silke korte, kun et par centimeter lange og har en ru overflade, der gør, at de kan klæbe til andre lignende stabelfibre.